# Paradrina milleri
Paradrina milleri là một loài bướm đêm trong họ Noctuidae.